# Kurt Otto
Kurt Otto (ur. 1 maja 1907, zm. 14 listopada 1947 w Landsberg am Lech) – zbrodniarz nazistowski, członek załogi niemieckiego obozu koncentracyjnego Mauthausen-Gusen i SS-Unterscharführer.
Członek Waffen-SS, który w trakcie II wojny światowej pełnił służbę w Wiener-Neustadt i Schlier, podobozach KL Mauthausen. Od 3 września 1944 do 3 maja 1945 należał do kierownictwa innego podobozu Mauthausen – Steyr. Sprawował tu jednocześnie funkcje Rapportführera i Arbeitseinsatzführera. Zajmowane przez niego stanowiska powodowały, iż był trzecim najważniejszym funkcjonariuszem SS w Steyr. Do jego obowiązków należało przyjmowanie karnych raportów składanych na więźniów, a następnie wymierzanie i wykonywanie kar, które wahały się od pobicia, poprzez karę chłosty, aż po egzekucje przez powieszenie. Wśród więźniów Otto otrzymał przydomek "sadysty". Miał opinię najgorszego strażnika w Steyr.
Został osądzony przez amerykański Trybunał Wojskowy w Dachau w procesie US vs. Kurt Otto w dniach 12–13 marca 1947. Jak wykazała prokuratura, Otto w październiku 1944 zmusił do powieszenia się trzech więźniów narodowości rosyjskiej, których schwytano przy próbie kradzieży pożywienia. Ciała ofiar nosiły również na sobie ślady bicia. W kwietniu 1945 z kolei zrzucił więźnia rosyjskiego na naelektryzowane obozowe druty kolczaste. Ofiara została uprzednio schwytana przy próbie ucieczki. Oprócz tego nieustannie znęcał się on nad więźniami, katując ich kablem lub kilofem. Niektórych więźniów w ten sposób zamordował. Oskarżony skazany został na karę śmierci przez powieszenie i stracony w więzieniu Landsberg w 14 listopada 1947.  